# Todesschüsse am Broadway
Todesschüsse am Broadway ist der achte (und letzte) Film der Jerry-Cotton-Serie aus den 1960er Jahren. 2010 folgte noch einmal eine Fortsetzung unter dem Titel Jerry Cotton.

## Handlung
Die Bande von Joe Costello raubt aus der Federal Reserve Bank Goldbarren im Wert von drei Millionen Dollar. Bandenmitglied Johnny Peters ist in Wirklichkeit FBI-Agent und undercover in die Bande eingeschleust worden. Er versteckt die Beute im Hafen. Nachdem Joe Costello den Verrat bemerkt hat, lässt er Johnny Peters erschießen und wird kurz darauf verhaftet.
Eine konkurrierende Bande, angeführt von Woody Davis, befreit Costello, um an die Beute zu gelangen, von der niemand weiß, wo Peters sie versteckt hat. Costello kann seinen Befreiern allerdings entkommen und so soll Agent Jerry Cotton die Verfolgung aufnehmen. Einen Anhaltspunkt erhofft sich Cotton von Cindy Holden, die Freundin von Johnny Peters, durch welcher dieser schon den Kontakt zu Costello gefunden hatte.
Joe Costello unterzieht sich als erstes einer Gesichtsoperation, damit ihn niemand mehr erkennen soll. Um jeglicher Mitwisser dieses neuen Gesichts auszuschalten, erschießt er nach der gelungenen Operation den Schönheitschirurgen und dessen Assistentin. Ein altes Foto von Costello am Tatort bringt Cotton sofort auf den Grund dieses Massakers. So forciert er die Suche nach Cindy Holden, die sich vor kurzem nach Las Vegas abgesetzt hat. Als er sie dort tatsächlich findet, erklärt sie sich Peters zuliebe bereit, bei der Aufklärung des Falls mitzuarbeiten. Sie kehrt mit Cotton nach New York zurück und bietet sich dort als Köder an, um Costello aus der Reserve zu locken. Allerdings ist nicht nur Costello, sondern auch Davis hinter ihr her, weil auch sie davon überzeugt sind, dass Peters ihr das Versteck des Goldes verraten hatte. Obwohl Cindy lückenlos observiert wird, gelingt es Davis Leuten dennoch sie in ihre Gewalt zu bringen. Da sie leugnet von dem Versteck zu wissen, was die Männer aber nicht glauben, wird ihr unter Narkose heimlich ein Minisender implantiert.
Costello kann sich geschickt davor schützen, erkannt zu werden. Nachdem Cotton ihm dicht auf den Fersen ist, flieht er mit einem Kind als Geisel. Cotton nimmt die Verfolgung auf und schafft es, sich in Costellos Lieferwagen zu verstecken, den dieser zur Flucht benutzt und kann das Kind am Ende retten. Costello entkommt unerkannt und kann sich auch erfolgreich gegen Davis Leuten wehren, die ihn genauso jagen wie Cotton. Als sie sich am Ende begegnen, wird Davis im Feuergefecht getötet und Costello entkommt mit Cindy. Er fordert von ihr ihren Hotelschlüssel, auf dem Peters einen Hinweis zum Versteck des Goldes eingeritzt hatte. Als Costello sich die Beute holen will, wird er von Cotton überrascht und im Zweikampf besiegt.

## Hintergrund

Posterlogo

Der Film wurde vom 18. November 1968 bis zum 23. Januar 1969 gedreht. Er entstand größtenteils im Atelier in Berlin-Tempelhof mit Außenaufnahmen aus New York, Las Vegas, Hamburg und Berlin. Uraufführung war am 26. März 1969 in Stuttgart, Universum. Eigentlich wurde als 8. Jerry Cotton Film Das Syndikat der toten Seelen angekündigt, doch da ein Drehbuch zu Todesschüsse am Broadway vorlag, drehte man diesen Film. Als Fortsetzung wurde Nr 1 wird abserviert angekündigt, der dann aber nicht mehr realisiert wurde.
Die deutsche Fassung erstellte Karlheinz Brunnemann. Zahlreiche deutsche Schauspieler sind mit fremden Stimmen zu hören.

## Kritiken
Kino.de kam zu dem Urteil: „Letzter von acht deutschen Krimis, mit denen in den sechziger Jahren versucht wurde, den Erfolg der Romanserie auch auf die Leinwand zu übertragen. Obwohl das Schema hier leicht variiert wurde und Bösewichte, die sich gegenseitig bekämpfen, vom Guten (George Nader) zur Strecke gebracht werden, hatte sich die Reihe mittlerweile überlebt – nicht zuletzt dank der Konkurrenz durch einen gewissen James Bond.“
Das Lexikon des internationalen Films meinte: „Schablonenhaft inszenierter Serienkrimi mit einigen unnötigen Härten.“
Der Evangelische Film-Beobachter wertet ähnlich und schrieb: „Technisch simpel, reißerisch und mit Meterwaren-Spannung. Überflüssig.“

## Synchronisation
- George Nader: Gert Günther Hoffmann
- Heinz Weiss: Jürgen Thormann
- Heidy Bohlen: Almut Eggert
- Mihail Baloh: Edgar Ott
- Michaela May: Ursula Herwig
- Konrad Georg: Paul Wagner
- Herbert Fux: Christian Rode
- Manfred Reddemann: Michael Chevalier
- Ulli Kinalzik: Wolfgang Draeger
- Art Brauss: Joachim Kemmer
- Gerhard Frickhöffer: Paul Bürks